# Niederwölz
Niederwölz es una localidad del distrito de Murau, en el estado de Estiria, Austria, con una población estimada a principio del año 2018 de 596 habitantes. 
Se encuentra ubicada al oeste del estado, al suroeste de la ciudad de Graz —la capital del estado— y cerca de la frontera con los estados de Carintia y Salzburgo.